# Jenny Tomasin
Jenny Tomasin, född 22 mars 1938 i Leeds, död 3 januari 2012 i London, var en brittisk skådespelare. Tomasin är främst känd för rollen som kökspigan Ruby Finch i dramaserien Herrskap och tjänstefolk.
Tomasin dog 2012 av en hjärtsjukdom, hon blev 73 år. 

## Filmografi i urval
- 1972 – The Adventures of Barry McKenzie
- 1972–1975 – Herrskap och tjänstefolk (TV-serie)
- 1974-1979 – Crossroads (TV-serie)
- 1975 – The Old Curiosity Shop
- 1977 – Onedinlinjen (TV-serie)
- 1977-1978 – Midnight Is a Place (TV-serie)
- 1980 – Hem till gården (TV-serie)
- 1982 – Man and Superman (TV-film)
- 1985 – Doctor Who (TV-serie)
- 1987 – The Trouble with Spies
- 1988 – Just Ask for Diamond
- 1994 – Martin Chuzzlewit (TV-serie)
- 2005–2006 – Hem till gården (TV-serie)